# جیووانی گنزالز
جیووانی گنزالز (انگلیسی: Giovanni González؛ زادهٔ ۲۰ سپتامبر ۱۹۹۴) بازیکن فوتبال باشگاه فوتبال پنیارول اهل اروگوئه است.
وی همچنین در تیم ملی فوتبال اروگوئه بازی کرده‌است.